# カイサ・ベリークヴィスト

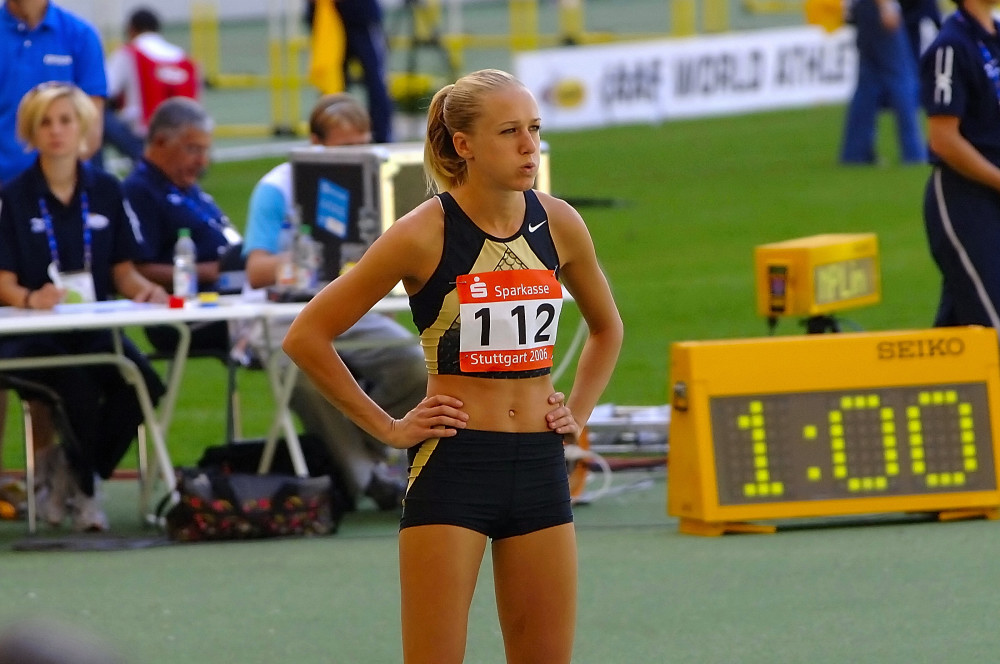
ベリークヴィスト(2006年)

カイサ・ベリークヴィスト（Kajsa Margareta Bergqvist、1976年10月12日 - ）は、スウェーデンの首都ストックホルムの郊外ソレントゥーナ出身の元走高跳の選手である。現在は、モナコ在住。カイサ・ベリークイストの表記もある。
オリンピックで銅メダルを1個、世界選手権で金メダル1個と銅メダルを2個獲得している。2006年2月には2m08を記録し、室内世界記録保持者となった。なお、非公式記録ではあるが、自分の身長より33cm高く跳んだのは女子選手の中では最高である。
ベリークイストにはモデルの経験があり、その実力と人気もあって、各種選手権のポスターのキャラクターに起用されたことがある。UNICEFスウェーデン親善大使にも選ばれている。
2007年末に結婚し、2008年1月に引退を発表した。

## 主な成績
| 年   | 大会                               | 場所                       | 結果 | 記録 |
| ---- | ---------------------------------- | -------------------------- | ---- | ---- |
| 1994 | 世界ジュニア選手権                 | リスボン(ポルトガル)       | 2位  | 1m88 |
| 2000 | ヨーロッパ室内選手権               | ヘント(ベルギー)           | 1位  | 2m00 |
| 2000 | オリンピック                       | シドニー(オーストラリア)   | 3位  | 1m99 |
| 2001 | 世界室内選手権                     | リスボン(ポルトガル)       | 1位  | 2m00 |
| 2001 | 世界選手権                         | エドモントン(カナダ)       | 3位  | 1m97 |
| 2002 | ヨーロッパ室内選手権               | ウィーン(ドイツ)           | 2位  | 1m95 |
| 2002 | ヨーロッパ選手権                   | ミュンヘン(ドイツ)         | 1位  | 1m98 |
| 2002 | IAAF陸上ワールドカップ             | マドリード(スペイン)       | 2位  | 2m02 |
| 2003 | 世界室内選手権                     | バーミンガム(イギリス)     | 1位  | 2m01 |
| 2003 | 世界選手権                         | パリ(フランス)             | 3位  | 2m00 |
| 2003 | IAAFワールドアスレチックファイナル | モンテカルロ(モナコ)       | 3位  | 1m99 |
| 2005 | 世界選手権                         | ヘルシンキ(フィンランド)   | 1位  | 2m02 |
| 2005 | IAAFワールドアスレチックファイナル | モンテカルロ(モナコ)       | 1位  | 2m00 |
| 2006 | ヨーロッパ選手権                   | イェーテボリ(スウェーデン) | 3位  | 2m01 |
| 2006 | IAAFワールドアスレチックファイナル | シュトゥットガルト(ドイツ) | 1位  | 1m98 |

## 記録
- 走高跳（屋外）　2m06　（2003年7月26日、世界歴代5位）
- 走高跳（室内）　2m08　（2006年2月4日、世界記録）